# Adnight Show
Adnight Show (inicialmente conhecido apenas por Adnight, uma palavra-valise entre Adnet e night) foi um programa de televisão brasileiro produzido e exibido originalmente pela TV Globo do dia 25 de agosto de 2016 até o dia 14 de dezembro de 2017. O programa é o segundo talk show apresentado por Marcelo Adnet, que teve a sua primeira experiência com um programa do gênero na extinta MTV Brasil, com o Adnet ao Vivo, exibido durante o ano de 2011 na programação da emissora.
O programa foi definido como sendo um late show, referindo-se ao gênero late-night talk show, um tipo de talk show cômico exibido nos finais de noite que é muito popular na televisão norte-americana, sendo que lá há inúmeros programas do gênero em exibição, também em vários horários e em diferentes redes de TV ao mesmo tempo. Diferentemente dos similares norte-americanos, que são diários, o Adnight é exibido semanalmente.
Assim como nos outros late-night talk shows, o programa conta com uma banda em seu elenco, porém diferencia-se por não se focar nas entrevistas, dando mais importância para brincadeiras com os convidados e esquetes. Porém, todos os itens de um tradicional late-night talk shows estão no cenário do programa, como a presença da banda, a mesa, a cortina e a plateia, com a exceção do sofá, justamente pelo programa não se focar em entrevistas.

## Formato
Chamado de late show ante talk show, o programa não terá como foco principal a entrevista, como nos tradicionais talk shows. Um exemplo disso é a ausência do sofá no cenário do programa. Porém, a entrevista terá presença no programa, que contará também com uma banda, além de diferentes situações e brincadeiras com cada convidado.

## Antecedentes
Durante o ano de 2011, quando ainda fazia parte do casting da extinta MTV Brasil, Marcelo Adnet ganhou o seu primeiro talk show, chamado de Adnet ao Vivo, criado para substituir o 15 Minutos, programa no qual ganhou destaque em rede nacional. Como o título sugere, o programa era exibido ao vivo, e além de receber convidados a cada semana, também tinha esquetes e improvisações feitas por Adnet, e interatividade com o público através do Twitter, Facebook, telefone e fax.
Em 2012, o programa Comédia MTV, no qual fazia parte do elenco, substituiu o Adnet ao Vivo na grade da emissora e passou a ser apresentado ao vivo, com o título de Comédia MTV ao Vivo. Com as incertezas sobre o futuro do canal, que passava por uma crise, Adnet rescindiu o contrato com a emissora e acabou aceitando uma proposta da TV Globo. O Comédia MTV acabou sendo cancelado no final de 2012. Já na Globo, o seu primeiro foi a série O Dentista Mascarado, seguido de um quadro na revista eletrônica Fantástico. Nenhum desses trabalhos obtiveram a repercussão esperada pela Globo, fazendo com que eles fossem cancelados, saíram definitivamente do ar.
No ano seguinte, um novo projeto criado por Adnet, junto com Marcius Melhem e Mauricio Farias, foi aprovado pela emissora. O Tá no Ar: a TV na TV estreou em abril do mesmo ano e conseguiu obter o sucesso esperado pela emissora. O programa faz uma sátira da televisão brasileira, algo que relembra em parte o que fazia no Comédia MTV. Devido ao sucesso do humorístico, a direção da Globo  aprovou a gravação de um piloto do projeto de talk show semanal de Adnet.

## Controvérsia
Com a anúncio de que o novo projeto de Adnet seria um talk show, as especulações feitas pela imprensa sobre que ele iria substituir o Programa do Jô começaram a se espalhar, principalmente após a confirmação de que Jô Soares iria apresentar a última temporada de seu programa no mesmo ano em que Adnet estrearia o seu talk show. Após grande repercussão desses fatos, a direção da Globo e o próprio Adnet anunciaram que o seu programa não iria substituir o de Jô, sendo que o projeto de talk show de Adnet é distinto ao que é apresentado por Jô Soares.
Dias antes da estreia de Adnight, a TV Globo anunciou que o jornalista Pedro Bial iria ocupar o horário de ocupado pelo programa de Jô Soares a partir de 2017. Dessa forma, Bial teve que deixar de apresentar o reality show Big Brother Brasil, onde esteve desde a estreia do programa em 2002. Sua vaga no programa passará a ser ocupada por Tiago Leifert, que deixará outro programa, o É de Casa, após deixar o departamento de jornalismo e esporte para entrar no entretenimento.

## Exibição
A estreia do programa ocorreu no dia 25 de agosto de 2016, sendo exibido semanalmente nas noites de quinta-feira em sua primeira temporada. O programa tem duração de 45 minutos e encerrará a linha de shows da Globo, sendo precedido pelo Jornal da Globo.

## Recepção e audiência
Em 26 de agosto de 2016, O Estado de S.Paulo destacou: "Sem graça, 'Adnight' faz a audiência da Globo despencar e recebe críticas do público". Em 31 de outubro de 2016, Endrigo Annyston, do Observatório da Televisão informou que mesmo com baixa audiência o programa foi renovado para uma nova temporada em 2017. Nelson de Sá, da Folha de S.Paulo, comparou o mau desempenho do talk show com o Programa do Porchat, dizendo que os dois apresentadores estão em locais "inóspitos". O programa fracassou e saiu do ar com 2 temporadas.